# یاسین الشیادی
یاسین الشیادی (عربی: ياسين خليل عبدالله الشيادي؛ زادهٔ ۵ فوریهٔ ۱۹۹۴) بازیکن فوتبال اهل عمان است.
از باشگاه‌هایی که در آن بازی کرده‌است می‌توان به باشگاه السویق اشاره کرد.
وی همچنین در تیم ملی فوتبال عمان بازی کرده‌است.